# 1-й смешанный авиационный корпус
1-й сме́шанный авиацио́нный ко́рпус (1-й сак) — соединение Военно-Воздушных сил (ВВС) Вооружённых Сил РККА, принимавшее участие в боевых действиях Великой Отечественной войны.

## Наименования корпуса
- 1-й смешанный авиационный корпус;
- 9-й штурмовой авиационный корпус;
- 9-й штурмовой авиационный Лодзинский корпус;
- 9-й штурмовой авиационный Лодзинский Краснознамённый корпус.

## Создание корпуса
Сформирован в октябре 1942 года Приказом НКО СССР

## Преобразование корпуса
1-й смешанный авиационный корпус 14 ноября 1944 года преобразован в 9-й штурмовой авиационный корпус

## В действующей армии
В составе действующей армии:
- с 28 октября 1942 года по 23 марта 1943 года, 147 дней
- с 31 мая 1943 года по 28 мая 1944 года, 364 дня
- с 20 июля 1944 года по 7 сентября 1944 года, 50 дней

Всего — 561 день.

## Командование корпуса

### Командир корпуса
- Герой Советского Союза генерал-майор авиации Шевченко Владимир Илларионович[3] — с 23 октября 1942 года по 12 мая 1944 года
- генерал-майор авиации Златоцветов (Гольдфарб) Авраам Ефимович[4] — с 13 мая 1944 года по 12 июня 1944 года
- генерал-майор авиации Рубанов Степан Ульянович[5] — с 13 июня 1944 года по 4 июля 1944 года
- полковник Иволгин Василий Иванович[6] — c 5 июля 1944 года по 22 июля 1944 года
- генерал-майор авиации Виноградов Василий Александрович — с 23 июля 1944 года по 11 августа 1944 года
- генерал-майор авиации Крупский Иван Васильевич[7] — с 12 августа 1944 года по ноябрь 1944 года

### Военный комиссар, замполит
- полковник Е. И. Лапин — с 23 октября 1942 по 17 января 1944 года
- подполковник А. В. Пиркин — с 18 января 1944 по 14 ноября 1944 года

### Начальник штаба
- полковник А. В. Галькевич с 23 октября 1942 по 14 ноября 1944 года
- полковник Иволгин Василий Иванович[6] с июня 1944 года

## В составе объединений
| Объединение                                                          | Период                  |
| -------------------------------------------------------------------- | ----------------------- |
| Резерв Верховного Главного Командования                              | 01.10.1942 — 08.11.1942 |
| ВВС Юго-Западного фронта Юго-Западный фронт                          | 08.11.1942 — 15.11.1942 |
| 17-я воздушная армия Юго-Западного фронта                            | 15.11.1942 — 23.03.1943 |
| Резерв Верховного Главного Командования                              | 23.03.1943 − 31.05.1943 |
| 17-я воздушная армия Юго-Западного фронта                            | 31.05.1943 — 20.10.1943 |
| 17-я воздушная армия 3-го Украинского фронта                         | 20.10.1943 — 28.05.1944 |
| 8-я воздушная армия Резерва Верховного Главного Командования         | 28.05.1944 — 01.06.1944 |
| 8-я воздушная армия Военно-Воздушные Силы Отдельной Приморской армии | 01.06.1944 — 20.07.1944 |
| 6-я воздушная армия 1-го Белорусского фронта                         | 20.07.1944 — 07.09.1944 |
| 6-я воздушная армия Резерва Верховного Главного Командования         | 07.09.1944 — 31.10.1944 |
| Резерв Верховного Главного Командования                              | 31.10.1944 — 14.11.1944 |

## Соединения, части и отдельные подразделения корпуса

### Боевой состав на с 01 октября 1942 года по 28 мая 1944 года
- 267-я штурмовая авиационная дивизия (с 01.05.1943 года 5-я гвардейская штурмовая авиационная дивизия)
  - 808-й штурмовой авиационный полк (с 01.05.1943 года 93-й гвардейский штурмовой авиационный полк)
  - 843-й штурмовой авиационный полк  (с 01.05.1943 года 94-й гвардейский штурмовой авиационный полк)
  - 950-й штурмовой авиационный полк  (с 01.05.1943 года 95-й гвардейский штурмовой авиационный полк)
- 288-я истребительная авиационная дивизия
  - 659-й истребительный авиационный полк
  - 866-й истребительный авиационный полк
  - 897-й истребительный авиационный полк
- 391-я отдельная авиационная эскадрилья связи
- 265-я отдельная рота связи
- 36-й отдельный взвод аэрофотослужбы
- 1846 военно-почтовая станция

### Боевой состав на с 28 мая 1944 года по 01 августа 1944 года
- 214-я штурмовая авиационная дивизия (по 14.07.1944 г.)
- 129-я истребительная авиационная дивизия
- 391-я отдельная авиационная эскадрилья связи
- 265-я отдельная рота связи
- 36-й отдельный взвод аэрофотослужбы
- 1846 военно-почтовая станция

### Боевой состав с 01 августа 1944 года по 14 ноября 1944 года
- 3-я гвардейская штурмовая Валдайско-Ковельская Краснознамённая ордена Суворова авиационная дивизия
  - 33-й гвардейский штурмовой авиационный полк
  - 70-й гвардейский штурмовой авиационный полк
  - 71-й гвардейский штурмовой авиационный полк
- 300-я штурмовая авиационная дивизия
  - 106-й штурмовой авиационный полк
  - 382-й штурмовой авиационный полк
  - 724-й штурмовой авиационный Краснознамённый полк
  - 904-й штурмовой авиационный полк
- 1-я гвардейская истребительная Сталинградская Краснознамённая авиационная дивизия
  - 53-й гвардейский истребительный Сталинградский ордена Ленина авиационный полк
  - 54-й гвардейский истребительный Керченский Краснознамённый авиационный полк
  - 55-й гвардейский истребительный Харьковский авиационный полк
- 336-я истребительная Ковельская Краснознамённая авиационная дивизия
  - 163-й истребительный Седлецкий Краснознамённый авиационный полк
  - 265-й истребительный авиационный полк
  - 483-й истребительный авиационный полк
- 265-я отдельная рота связи
- 36-й отдельный взвод аэрофотослужбы
- 1846 военно-почтовая станция

## Участие в операциях и битвах
- Сталинградская операция с 19 ноября 1942 года по 2 февраля 1943 года.
- Среднедонская операция с 16 декабря 1942 года по 30 декабря 1943 года.
- Ворошиловградская операция (Скачок)[3] с 29 января 1943 года по 18 августа 1943 года.
- Курская оборонительная операция с 5 июля 1943 года по 12 июля 1943 года.
- Белгородско-Харьковская операция (Румянцев) с 3 августа 1943 года по 23 августа 1943 года.
- Донбасская операция[3] с 13 августа 1943 года по 22 сентября 1943 года.
- Запорожская операция с 10 октября 1943 года по 14 октября 1943 года.
- Днепропетровская операция с 23 октября 1943 года по 5 ноября 1943 года.
- Никопольско-Криворожская операция[3] с 30 января 1944 года по 29 февраля 1944 года.
- Березнеговато-Снигиревская операция с 6 марта 1944 года по 18 марта 1944 года.
- Одесская операция[3] с 23 марта 1944 года по 14 апреля 1944 года.
- Люблинско-Брестская операция[9] с 18 июля 1944 года по 2 августа 1944 года

## Присвоение гвардейских званий
- 267-я штурмовая авиационная дивизия 1 мая 1943 года за образцовое выполнение заданий командования и проявленные при этом мужество и героизм Приказом НКО СССР переименована в 5-ю гвардейскую штурмовую авиационную дивизию[2].
- 808-й штурмовой авиационный полк 1 мая 1943 года за образцовое выполнение заданий командования и проявленные при этом мужество и героизм Приказом НКО СССР переименован в 93-й гвардейский штурмовой авиационный полк[2].
- 843-й штурмовой авиационный полк 1 мая 1943 года за образцовое выполнение заданий командования и проявленные при этом мужество и героизм Приказом НКО СССР переименован в 94-й гвардейский штурмовой авиационный полк[2].
- 950-й штурмовой авиационный полк 1 мая 1943 года за образцовое выполнение заданий командования и проявленные при этом мужество и героизм Приказом НКО СССР переименован в 95-й гвардейский штурмовой авиационный полк[2].

## Почётные наименования
- 3-й гвардейской Валдайской штурмовой авиационной дивизии присвоено почётное наименование «Ковельская»[10]
- 5-й гвардейской штурмовой авиационной дивизии присвоено почётное наименование «Запорожская»[11]
- 288-й истребительной авиационной дивизии присвоено почётное наименование «Павлоградская»[12]
- 336-й истребительной авиационной дивизии присвоено почётное наименование «Ковельская»[10]
- 163-му истребительному авиационному полку присвоено почётное наименование «Седлецкий»[13]

## Награды
- 5-я гвардейская Запорожская штурмовая авиационная дивизия Указ Президиума Верховного Совета СССР от 13 февраля 1944 года награждена орденом Красного Знамени.
- 3-я гвардейская штурмовая авиационная Валдайско-Ковельская дивизия Указом Президиума Верховного Совета СССР от  9 августа 1944 года за образцовое выполнение заданий командования в боях с немецкими захватчиками за овладение городОм Холм (Хелм) и проявленные при этом доблесть и мужество награждена орденом Красного Знамени[14].
- 33-й гвардейский штурмовой авиационный Воронежский полк Указом Президиума Верховного Совета СССР от  9 августа 1944 года за образцовое выполнение заданий командования в боях с немецкими захватчиками за овладение городом Холм (Хелм) и проявленные при этом доблесть и мужество награждён орденом Красного Знамени[14].
- 70-й гвардейский штурмовой авиационный полк Указом Президиума Верховного Совета СССР от 9 августа 1944 года за образцовое выполнение заданий командования в боях при прорыве обороны немцев западнее Ковель и проявленные при этом доблесть и мужество награждён орденом Красного Знамени[14].
- 71-й гвардейский штурмовой авиационный полк Указом Президиума Верховного Совета СССР от  9 августа 1944 года за образцовое выполнение заданий командования в боях с немецкими захватчиками за овладение городом Холм (Хелм) и проявленные при этом доблесть и мужество награждён орденом Красного Знамени[14].
- 724-й штурмовой авиационный полк Указом Президиума Верховного Совета СССР  от 2 августа 1944 года за образцовое выполнение боевых заданий командования на фронте борьбы с немецкими захватчиками и проявленные при этом доблесть и мужество награждён орденом Красного Знамени[15][16].